# Vocazione dei santi Pietro e Andrea
Vocazione dei santi Pietro e Andrea è un dipinto attribuito al pittore italiano Caravaggio, realizzato in olio su tela (132×163 cm) probabilmente tra il 1603 e il 1606. È custodito nella Royal Collection, ad Hampton Court, a Londra.

## Storia
Il dipinto risale al periodo di maggiore successo di Caravaggio a Roma, tra il 1603-1606 circa.
L'opera venne acquistata da Carlo I - un avido collezionista d'arte - nel 1637. Venduta dal Commonwealth, venne riacquistata da Carlo II dopo la Restaurazione. Essa rimase da allora nelle collezioni reali, e oggi è in possesso di re Carlo III. Conservata nell'Hampton Court Palace, è stata a lungo creduta una copia senza valore di un originale perduto, ma dopo sei anni di restauro ed esami la Royal Collection dichiarò il 10 novembre 2006, che in realtà era un'opera autentica di Caravaggio. Il verdetto è stato avvalorato da esperti esterni, e il dipinto è adesso stimato molto più di £ 50 milioni.
Dopo un lungo periodo di pulitura, l'opera è stata messa in mostra in una piccola esibizione dei dipinti di Caravaggio presso la Galleria della Stazione Termini a Roma dal 22 novembre al 31 gennaio 2006. In seguito, è ritornata in Inghilterra per una mostra (dal marzo 2007) del Rinascimento e Barocco Italiano alla Queen's Gallery, nel Buckingham Palace.

## Descrizione e stile
Il dipinto rappresenta una scena tratta dal Vangelo di Matteo, che descrive il momento in cui Cristo chiama i due fratelli Simone (futuro Pietro) e Andrea, a essere suoi discepoli:
(Vangelo di Matteo 4:18-20.)
Mostra un giovane Cristo imberbe, mentre guida i due fratelli molto più anziani di lui. Il più esterno dei fratelli, presumibilmente Simone, tiene un pesce nella mano destra. L'estremità della tela è piuttosto danneggiata, ma la parte centrale è in buone condizioni. La presenza di "incisioni" sullo sfondo della tela che tracciano l'orecchio di San Pietro e gli occhi di Cristo è tipica della tecnica di Caravaggio.